# 2004年12月逝世人物列表
2004年逝世人物列表：1月 - 2月 - 3月 - 4月 - 5月 - 6月 - 7月 - 8月 - 9月 - 10月 - 11月 - 12月
2004年12月逝世人物列表，是用于汇总2004年12月期间逝世人物的列表。

## 依日期排序

### 1日
- 法蒂·阿拉法特，71歲，巴勒斯坦醫生，巴勒斯坦紅新月會創始人，胃癌。[1]
- Mammad Araz，71歲，亞塞拜然詩人。
- 比爾·布朗（Bill Brown），73歲，蘇格蘭足球守門員。[2]
- 利普-比斯特費爾德的伯恩哈德王子，93歲，荷蘭皇室成員，裘莉安娜女王的配偶，貝婭特麗克絲女王的父親，肺癌和結腸癌。[3]
- 诺曼·洛厄尔（Norman Newell），85歲，英國唱片製作人。[4]
- 達蒙·西蒙內利（Damon Simonelli），45歲，美國行星科學家，心力衰竭。[5]
- David Vienneau，53歲，加拿大記者，胰腺癌。[6]

### 2日
- 拉裡·布坎南（Larry Buchanan），81歲，美國B級片導演、製片人和編劇，肺部塌陷的併發症。[7]
- 凱文·科恩（Kevin Coyne），60歲，英國音樂家、電影製片人、歌詞、故事和詩歌作家。[8]
- 卡奇塔·加蘭（Cachita Galán），61歲，阿根廷歌手，癌症。[9]
- 艾麗西亞·瑪律科娃（Alicia Markova），94歲，英國芭蕾舞演員，中風。[10]
- Nadine Shamir，32歲，美國電子歌手／詞曲作者，分娩併發症。[11]
- 路易士·杜魯門（Louis W. Truman），96歲，美國陸軍高級軍官。[12]
- Mona Van Duyn，83歲，美國詩人，美國桂冠詩人（1992年），骨癌。[13]

### 3日
- 陈省身，93歲，中國數學家，心臟病發作後心力衰竭。[14]
- 羅伯特·德里，83歲，法國喜劇演員、演員、導演和編劇。
- 第八代倫斯特公爵傑拉爾德·菲茨傑拉德（Gerald FitzGerald），90歲，愛爾蘭貴族。[15]
- June Maston，76歲，澳大利亞奧運短跑運動員和田徑教練。[16]
- Maria Perschy，66歲，奧地利女演員，癌症。[17]
- 赫爾穆特·里克斯（Helmut Rix），78歲，德國語言學家，車禍。[18]
- 約瑟夫·施瓦姆伯格（Josef Schwammberger），92歲，二戰期間德國黨衛軍（Schutzstaffel）軍官和勞改營指揮官。[19]
- 弗雷德·席爾瓦（Fred Silva），77歲，美國橄欖球運動員，心臟病發作。
- Marek Stachowski，68歲，波蘭作曲家。[20]
- 雅羅斯拉夫·斯塔羅博加托夫，72歲，俄羅斯動物學家和學者。

### 4日
- 馬赫穆特·阿塔萊（Mahmut Atalay），70歲，土耳其自由式摔跤手和教練，心臟病發作。
- Willem Duyn，67歲，荷蘭歌手、演員和藝人，心臟病發作。[21]
- 卡爾·埃斯蒙德（Carl Esmond），102歲，奧地利電影和舞台演員。[22]
- 湯姆·菲茨傑拉德（Tom Fitzgerald），53歲，美國足球教練（坦帕大學），摩托車事故。[23]
- 埃琳娜·蘇里奧蒂斯（Elena Souliotis），61歲，希臘歌劇女高音，心力衰竭。[24]
- 斯文德·瓦德，76歲，丹麥拳擊手和奧運獎牌得主。[25]
- 羅恩·威廉姆森（Ron Williamson），51歲，美國小聯盟棒球運動員和謀殺罪，肝硬化。

### 5日
- 朱塞佩·坎波拉（Giuseppe Campora），81歲，義大利歌劇男高音。[26]
- 西摩·金斯伯格（Seymour Ginsburg），76歲，美國計算機科學家，阿爾茨海默病。[27]
- 尼爾·哈雷特（Neil Hallett），80歲，比利時裔英國演員。
- 克裡斯蒂亞諾·儒尼奧爾（Cristiano Júnior），24歲，巴西足球運動員，在場上碰撞后心臟驟停。[28]
- 曼薩尼塔，48歲，西班牙歌手和吉他手，心臟病發作。[29]
- 何塞·佩利塞里（Jose Pellissery），53-54歲，印度電影和戲劇演員。
- Øystein Rottem，58歲，挪威語言學家、文學史學家和文學評論家，癌症患者。
- 希查姆·澤魯阿利，27歲，摩洛哥足球運動員，車禍。[30]

### 6日
- 弗蘭克·雷金納德·凱里（Frank Reginald Carey），92歲，二戰期間的英國戰鬥機王牌。[31]
- 雷蒙德·戈特爾斯（Raymond Goethals），83歲，比利時足球教練，結直腸癌。[32]
- 阿爾帕德·馬凱（Árpád Makay），93歲，匈牙利電影攝影師。
- 阿德里安·莫裡斯（Adrian Morris），75歲，英國畫家。[33]
- 約翰·諾頓，86歲，美國陸軍上將。[34]
- 恩里克·薩利納斯（Enrique Salinas），52歲，墨西哥商人，窒息。[35]
- Christine Wodetzky，66歲，德國女演員。

### 7日
- 帕西塔·阿巴德（Pacita Abad），58歲，菲律賓畫家，肺癌。[36]
- 弗雷德里克·芬奈爾（Frederick Fennell），90歲，美國指揮家，伊士曼管樂團創始人。[37]
- 瑪麗亞·羅莎·加洛（MaríaRosa Gallo），82歲，阿根廷女演員，肺炎。
- Julije Knifer，80歲，克羅埃西亞抽象畫家。[38]
- 弗洛德·納特拉斯（Floyd Nattrass），86歲，加拿大奧運射擊運動員（1964年夏季奧運會男子飛碟射擊）。[39]
- 祖扎娜·納瓦羅娃（Zuzana Navarová），45歲，捷克歌手和詞曲作者，癌症。
- 傑伊·范·安德爾（Jay Van Andel），80歲，美國安利公司聯合創始人兼前董事長，帕金森病患者。[40]
- 奧斯卡·M·魯布豪森（Oscar M. Ruebhausen），92歲，美國律師，納爾遜·洛克菲勒州長顧問。[41]
- 傑里·斯科金斯（Jerry Scoggins），93歲，美國音樂家（“傑德·卡佩特的歌謠”）。[42]

### 8日
- Dimebag Darrell，38歲，美國重金屬吉他手（Pantera，Damageplan），被槍殺。 [43]
- Cleve Gray，86歲，美國抽象畫家。[44]
- 約翰尼·洛克特（Johnny Lockett），89歲，英國大獎賽摩托車公路賽車手。
- 傑克遜·麥克·洛（Jackson Mac Low），82歲，美國詩人，作曲家和表演藝術家，中風併發症。[45]
- 诺埃尔·米尔斯（Noel Mills），60歲，紐西蘭賽艇運動員和奧運會銀牌得主。[46]
- C. S. Rao，80歲，印度演員、作家和導演。
- 萊斯利·斯卡曼（Leslie Scarman），斯卡曼男爵（Baron Scarman），93歲，英國法學家，普通上訴法官（1977-1986）。[47]

### 9日
- 安德里亞·阿布索洛諾娃（Andrea Absolonová），27歲，捷克潛水夫和成人模特，被稱為Lea De Mae，腦癌。[48]
- Henny Backus，93歲，美國女演員，中風。[49]
- David Brudnoy，64歲，美國電台脫口秀主持人（波士頓），默克爾細胞癌。[50]
- 保羅·愛德華茲（Paul Edwards），81歲，奧地利裔美國哲學家。[51]
- 彼得·埃默里，78歲，英國保守黨政治家（霍尼頓，1967-1997；東德文郡，1997—2001年）。[52]
- 吉米·高爾德（Jimmy Gauld），75歲，蘇格蘭足球運動員。[53]
- 菲力浦·吉甘特斯（Philippe Gigantès），81歲，加拿大前參議員，癌症。[54]
- Jean Tournier，78歲，法國電影攝影師。
- 謝爾蓋·沃伊琴科（Sergey Voychenko），49歲，白俄羅斯藝術家和設計師，心臟搭橋手術后的併發症。

### 10日
- Khoren Abrahamyan，74歲，亞美尼亞演員兼導演。
- 布魯諾·阿卡里（Bruno Arcari），89歲，義大利足球運動員和教練。[55]
- 诺曼·博里特（Norman Borrett），87歲，英國運動員。[56]
- 埃米利奧·克魯茲（Emilio Cruz），66歲，古巴裔美國藝術家，胰腺癌。[57]
- 鮑勃·金（Bob King），81歲，美國大學籃球教練。[58]
- 拉德納·穆拉托夫（Radner Muratov），76歲，蘇聯和俄羅斯舞臺和電影演員，中風。
- 霍米·瓦迪亞（Homi Wadia），93歲，印度電影導演和製片人。
- 加里·韋伯（Gary Webb），49歲，美國調查記者（“黑暗聯盟”），顯然是自殺。[59]

### 11日
- 克裡斯托弗·布萊克（Christopher Blake），55歲，英國演員和編劇，非霍奇金淋巴瘤。[60]
- 何塞·路易士·庫丘福（José Luis Cuciuffo），42歲，阿根廷足球運動員，1986年世界盃足球賽冠軍，狩獵事故。[61]
- Arthur Lydiard，87歲，紐西蘭馬拉松運動員和田徑教練，心臟病發作。[62]
- 哈裡·羅斯利（Harry Roesli），53歲，印尼創作歌手，心臟病發作。
- 瑪格麗特·肖（Margaret Shaw），101歲，美國攝影師和民俗學家。[63]
- M. S. Subbulakshmi，88歲，印度卡納蒂克音樂家和歌手，心臟問題。[64]

### 12日
- 約瑟夫·貝爾（Joseph Beyrle），81歲，美國陸軍和蘇聯紅軍士兵，心臟病發作。
- 普拉莫德·查克拉沃蒂（Pramod Chakravorty），75歲，印度電影製片人和導演。
- 赫伯特·德雷利希（Herbert Dreilich），62歲，德國搖滾音樂家，癌症。
- Frits Helmuth，73歲，丹麥電影演員。[65]
- 羅林·霍奇基斯（Rollin Hotchkiss），93歲，美國生物化學家和分子遺傳學先驅。[65]
- 乔治·亨特（George Hunter），77歲，南非拳擊手和奧運冠軍。[66]
- 弗蘭克·伊索拉（Frank Isola），79歲，美國爵士鼓手。[67]
- Frank Isola, 79, American jazz drummer.[68]
- 哈裡·麥克納利（Harry McNally），68歲，英國足球運動員，教練和經理，心臟病發作。
- Phaswane Mpe，34歲，南非小說家，愛滋病相關併發症。[69]
- Fabian O'Dea，86歲，加拿大律師和政治家，紐芬蘭和拉布拉多省副州長。[70]
- Maurizio Perissinot，53歲，義大利拉力賽車手。
- 賽義德·米爾·卡西姆，83歲，印度政治家，查謨和克什米爾首席部長（1971-1975）。[71]
- 威廉·B·羅森（William B. Rosson），86歲，美國陸軍上將，心臟病發作。
- 伯納達·布賴森·沙恩（Bernarda Bryson Shahn），101歲，美國畫家，石版畫家，本·沙恩（Ben Shahn）的遺孀。[72]
- 帕夫洛·瓦西裡克（Pavlo Vasylyk），78歲，烏克蘭希臘天主教領袖。

### 13日
- 唐纳德·S·琼斯，76歲，美國海軍上將。[73]
- 安德列·羅傑斯（Andre Rodgers），70歲，巴哈馬棒球運動員，第一位在美國職業棒球大聯盟打球的巴哈馬人。[74]
- 汤姆·蒂勒松，62歲，瑞典足球運動員。[75]
- David Wheeler，77歲，英國計算機科學家。[76]

### 14日
- 坎迪斯·戴利（Candice Daly），38歲，美國電影和電視女演員（《年輕與不安分》），多種藥物中毒。[77]
- 约翰·多恩，77歲，美國當代古典作曲家、指揮家和鋼琴家。[78]
- 丹尼·道爾（Danny Doyle），87歲，美國棒球運動員（波士頓紅襪隊）。[79]
- Rod Kanehl，70歲，美國棒球運動員，心臟病發作。[80]
- 阿列克謝·科爾涅耶夫，65歲，俄羅斯足球運動員。[81]
- 安塞爾莫·洛佩斯（Anselmo López），94歲，西班牙籃球教練兼管理員。[82]
- 小費爾南多·坡（Fernando Poe Jr.），65歲，菲律賓演員和前總統候選人，中風。[83]
- 亞歷克斯·薩基斯安（Alex Sarkisian），82歲，美國橄欖球運動員。
- 阿戈斯蒂诺·斯特劳利诺（Agostino Straulino），90歲，義大利奧運水手（混合雙人龍骨艇：1952年金牌得主，1956年銀牌得主）。[84]
- 卡斯滕·彼得·蒂德（Carsten Peter Thiede），52歲，德國考古學家和新約學者，心臟病發作。[85]
- 横田惠，40歲，日本公民，1977年被朝鮮特工綁架。

### 15日
- 阿爾瑪·鄧肯（Alma Duncan），87歲，加拿大畫家，平面藝術家和電影製片人，來自安大略省巴黎。
- 蔣方良，88歲，蔣經國（1978-1988）的白俄羅斯-臺灣遺孀和中華民國第一夫人，肺和心力衰竭。[86]
- Vassal Gadoengin，61歲，瑙魯政治家，時任議會議長，心臟病發作。
- Jiban Ghosh，69歲，印度板球裁判。[87]
- Sidonie Goossens，105歲，英國豎琴家。[88]
- Pauline LaFon Gore，92歲，美國律師。[89]
- 吉姆·霍利迪（Jim Holliday），55-56歲，美國色情電影製片人和歷史學家，糖尿病併發症。[90]
- Lucien Musset，82歲，法國歷史學家，專門研究維京人的歷史。[91]
- Rodney O'Gliasain Kennedy-Minott，76歲，美國外交官，美國駐瑞典大使，胰腺炎併發症。[92]

### 16日
- 泰德·亞伯納西（Ted Abernathy），71歲，美國棒球運動員。[93]
- Laxmikant Berde，50歲，印度演員，腎衰竭。[94]
- 瑪莎·卡森（Martha Carson），83歲，美國福音鄉村音樂歌手。[95]
- 理查·費舍爾（Richard B. Fisher），68歲，美國投資銀行家，癌症。[96]
- Deyda Hydara，58歲，甘比亞記者和編輯，兇殺案。
- 斯特凡諾·馬迪亞（Stefano Madia），49歲，義大利演員。[97]
- 艾格尼丝·马丁（Agnes Martin），92歲，美國抽象畫家，肺炎。[98]
- 鮑比·馬蒂克（Bobby Mattick），89歲，美國前棒球運動員和經理，中風。[99]
- 西摩·梅爾曼（Seymour Melman），86歲，美國經濟學家和學者。[100]
- 馬哈茂德·梅薩迪（Mahmoud Messadi），93歲，突尼西亞作家和知識份子。[101]
- 耶胡迪特·納奧特（Yehudit Naot），60歲，以色列科學家和政治家，喉癌。[102]
- 勞倫斯·奧布萊恩（Lawrence O'Brien），53歲，加拿大政治家，加拿大下議院議員，癌症。[103]
- 弗雷迪·佩倫（Freddie Perren），61歲，美國兩屆格萊美獎得主，中風。[104]
- Prathapachandran，63歲，印度演員。
- 漢斯·魯道夫·羅辛（Hans-Rudolf Rösing），99歲，二戰期間德國U型潛艇指揮官。
- 威廉·西爾弗曼（William Silverman），87歲，美國醫生和新生兒學先驅，腎衰竭。[105]

### 17日
- 埃裡希·奧爾（Erich Auer），81歲，奧地利戲劇、電影和電視演員。[106]
- 迪克·赫克斯托爾-史密斯（Dick Heckstall-Smith），70歲，英國薩克斯管演奏家（羅馬鬥獸場，約翰·梅亞爾和布魯斯破壞者），癌症。[107]
- James Ling，81歲，美國商人。
- 艾格尼絲·瑪麗·曼蘇爾（Agnes Mary Mansour），73歲，美國天主教修女和政治家，乳腺癌。
- 久拉·馬索夫斯基（Gyula Marsovszky），68歲，瑞士大獎賽摩托車公路賽車手。
- 伊布·莫辛（Ib Mossin），71歲，丹麥演員、歌手和導演。
- 迪特裡希·施瓦尼茨（Dietrich Schwanitz），64歲，德國作家和文學學者，肺栓塞。[108]
- 湯姆·韋塞爾曼（Tom Wesselmann），73歲，美國波普藝術家，手術併發症。[109]
- 詹姆斯·威爾遜爵士，83歲，英國陸軍上將。[110]

### 18日
- 諾埃爾·比頓（Noel Beaton），78歲，澳大利亞國會議員（本迪戈，1960—1969年）和記者。[111]
- 弗雷迪·查韋斯（Freddy Chaves），86歲，比利時足球運動員。[112]
- Vijay Hazare，89歲，印度板球運動員，印度隊長（1951-1953），腸癌后併發症。[113]
- 瑪麗埃拉·洛蒂（Mariella Lotti），85歲，義大利電影女演員。
- Albert Nordengen，81歲，挪威保守黨政治家，奧斯陸市長（1976-1990），心力衰竭。[114]
- 彼得·帕利奇（Peter Palitzsch），86歲，德國戲劇導演和劇院經理。[115]
- 安東尼·桑普森（Anthony Sampson），78歲，英國記者和作家，納爾遜·曼德拉（Nelson Mandela）的官方傳記作者，心臟病發作。[116]
- 宣仁親王妃喜久子，92歲，日本皇室成員，敗血症。[117]
- 葛籣·沃恩（Glenn Vaughan），60歲，美國棒球運動員（休斯頓柯爾特.45s）。[118]

### 19日
- Mamdouh Adwan，63歲，敘利亞作家、詩人、劇作家和評論家，癌症患者。
- 格雷琴·本德（Gretchen Bender），53歲，美國視頻藝術家，癌症。[119]
- 理查·貝斯特（Richard Best），88歲，英國電影剪輯師。[120]
- 赫伯特·布朗（Herbert C. Brown），92歲，英國諾貝爾化學獎獲得者（化學，1979年），心臟病發作。[121]
- Vojin Jelić，83歲，克羅埃西亞塞族作家和詩人。[122]
- 安德列·泰恩西（Andrée Tainsy），93歲，比利時女演員。[123]
- Renata Tebaldi，82歲，義大利歌劇歌手，癌症。[124]
- 格奥尔基·特塔鲁（Gheorghe Tătaru），56歲，羅馬尼亞足球運動員。[125]
- 湯瑪斯·山本（Thomas Yamamoto），87歲，美國藝術家。[126]

### 20日
- 莉莉安·梅涅（Liliane Maigné），76歲，法國女演員。[127]
- 亞歷山大·馬沙克（Alexander Marshack），86歲，美國獨立學者和舊石器時代考古學家。[128]
- 傑克·紐菲爾德（Jack Newfield），66歲，美國作家，活動家和記者（鄉村之聲，紐約每日新聞，紐約郵報），腎癌。[129]
- Son Seals，62歲，美國藍調音樂家，糖尿病併發症。[130]

### 21日
- 倫納特·貝爾納多特（Lennart Bernadotte），95歲，瑞典王子。[131]
- 理查·漢密爾頓（Richard Hamilton），83歲，美國演員（《黑衣人》《蒼白騎士》《佈雷特·馬弗里克》）。[132]
- 阿裡爾德·奈奎斯特，67歲，挪威小說家、詩人、兒童作家和音樂家。
- Autar Singh Paintal，79歲，印度生理學家和醫學科學家。[133]
- Mack Vickery，66歲，美國音樂家和詞曲作者，心臟病發作。[134]
- 茲沃尼米爾·武奇科維奇，88歲，南斯拉夫切特尼克軍事指揮官。[135]

### 22日
- 優素福·索利赫·阿朱拉（Yusuf Soalih Ajura），114歲，迦納伊斯蘭學者、政治活動家和教派領袖。[136]
- 道格·奧爾特（Doug Ault），54歲，美國職業棒球大聯盟球員（多倫多藍鳥隊），槍擊自殺。[137]
- 马里奥·库莱托（Mario Curletto），69歲，義大利擊劍運動員。[138]
- 魯迪·科拉克（Rudi Kolak），86歲，南斯拉夫和波士尼亞共產主義政治家。
- 安東尼奧·蘭格爾（Antonio Rangel），61歲，墨西哥羽毛球運動員。

### 23日
- 魯文·阿迪夫（Reuven Adiv），74歲，以色列演員，導演和戲劇老師，心臟病發作。[139]
- 理查·巴尼特（Richard Barnet），75歲，美國政治活動家。[140]
- 彼得·比茲利（Peter Beazley），82歲，英國商人和保守黨政治家。
- 約翰·杜阿爾特（John W. Duarte），85歲，英國古典吉他手和作家，癌症。[141]
- Ifor James，73歲，英國圓號演奏家。[142]
- 羅傑·穆雷（Roger Moorey），67歲，英國考古學家和歷史學家。[143]
- P. V. Narasimha Rao，83歲，印度總理（1991-1996），心臟病發作。[144]
- 理查·阿貝爾·史密斯（Richard Abel Smith），71歲，英國陸軍軍官和地主，中風。[145]
- 安妮·特魯伊特（Anne Truitt），83歲，美國雕塑家。[146]

### 24日
- 理查·安南德（Richard Annand），90歲，英國士兵，二戰中第一位維多利亞十字勳章獲得者。[147]
- 安東尼·邁耶爵士，第三代男爵，84歲，英國保守黨議員（西弗林特郡，1970-1983;Clwyd North-West，1983-1992），癌症。[148]
- 約翰尼·奧茨（Johnny Oates），58歲，美國職業棒球大聯盟（Baltimore Orioles，紐約洋基隊）和經理（巴爾的摩金鶯隊，德克薩斯遊騎兵隊），腦瘤。[149]
- 彼特·帕蘭吉奧（Pete Palangio），96歲，加拿大冰球運動員。[150]
- Rosemary Rue，76歲，英國醫生和公務員，患有乳腺癌、結直腸癌。[151]
- 埃爾維拉·謝羅欽斯卡，73歲，波蘭奧運速度滑冰運動員（1960年冬奧會女子1500米銀牌得主）。[152]
- 劳里·西尔文诺伊宁，88歲，芬蘭奧運越野滑雪運動員（1948年男子4×10公里越野滑雪接力銀牌得主）。[153]
- 埃爾默·斯文森（Elmer Swenson），91歲，美國園藝家和葡萄育種先驅。

### 25日
- 艾哈邁德·巴希爾（Ahmad Bashir），81歲，巴基斯坦作家、記者和電影導演。
- 桑迪·卡梅倫（Sandy Cameron），66歲，加拿大政治家。[154]
- Nripen Chakraborty，99歲，印度政治家。[155]
- Amaechi Ottiji，34歲，奈及利亞足球運動員，射門。[156]
- 唐納德·佩德森（Donald Pederson），79歲，美國電氣工程師，帕金森病併發症。[157]
- 安東尼·普雷斯頓（Antony Preston），66歲，英國海軍歷史學家和作家。[158]
- 埃迪·斯派塞（Eddie Spicer），82歲，英格蘭足球運動員（利物浦足球俱樂部）。[159]
- 根纳季·斯特列卡洛夫，64歲，俄羅斯宇航員，蘇聯英雄，癌症。[160]
- 28歲的南非長跑運動員伊恩·西斯特（Ian Syster）溺水身亡。[161]
- 列夫·萬施泰因，88歲，蘇聯世界冠軍和奧運會射擊銅牌得主。
- 豪伊·威廉斯（Howie Williams），77歲，美國籃球運動員。[162]

### 26日
- 查理斯·比德曼（Charles Biederman），98歲，美國抽象藝術家。[163]
- 喬納森·德拉蒙德-韋伯（Jonathan Drummond-Webb），45歲，南非小兒心臟外科醫生，因服藥過量自殺。[164]
- 加拉德·格林，80歲，英國演員。[165]
- 瑪麗安·海伯格（Marianne Heiberg），59歲，挪威外交官，奧斯陸協定調解員，心臟病發作。[166]
- 埃迪·雷頓（Eddie Layton），77歲，美國管風琴家（紐約洋基隊）。[167]
- 大衛·麥凱（David McKay），83歲，澳大利亞記者和賽車手，癌症。[168]
- 唐·尼戈德，68歲，美國奧運射擊運動員（1984年50米、1988年10米、1988年50米）。[169]
- 安格斯·奧格威爵士，76歲，英國商人，亞歷山德拉公主殿下的丈夫，尊敬的奧格威夫人，喉癌。[170]
- 弗蘭克·潘特裡奇（Frank Pantridge），88歲，英國醫生和心臟病專家。[171]
- 石垣凜，84歲，日本詩人。
- 馬丁·羅伯遜（Martin Robertson），93歲，英國古典學者和詩人。
- 米哈伊爾·斯米爾秋科夫，95歲，蘇聯政治家和政治家。[172]
- 雷吉·怀特（Reggie White），43歲，美式橄欖球運動員（費城老鷹隊，綠灣包裝工隊）和職業橄欖球名人堂成員，心律失常。[173]
- 在南亞大海嘯中喪生的著名人物：
  - 簡·阿滕伯勒（Jane Attenborough），49歲，英國藝術行政人員，演員理查·阿滕伯勒（Richard Attenborough）的女兒
  - 特洛伊·布羅德布裡奇（Troy Broadbridge），24歲，澳大利亞橄欖球聯盟球員（墨爾本）。[174]
  - 克莉絲蒂娜·弗洛伊馬克（Kristina Fröjmark），47歲，瑞典真人秀明星。[175]
  - Poom Jensen，21歲，泰國王子。[176]
  - Sujeewa Kamalasuriya，39歲，斯裡蘭卡板球運動員。[177]
  - Sigurd Køhn，45歲，挪威作曲家。[178]
  - 斯蒂芬·利森伯格（Stephen Lissenburgh），40歲，英國政策研究員。[179]
  - 馬庫斯·桑德倫德（Markus Sandlund），29歲，瑞典大提琴家。[180]
  - Aki Sirkesalo，42歲，芬蘭音樂家。[181]
  - Mieszko Talarczyk，30歲，瑞典音樂家。[182]
  - 羅伯特·懷曼特（Robert Whymant），60歲，英國記者（《泰晤士報》）和作家。[183]

### 27日
- Eneko Arieta，71歲，西班牙足球運動員。[184]
- Eros Beraldo，75歲，義大利足球運動員。[185]
- 梅布爾·布萊斯（Mabel Blythe），74歲，斯裡蘭卡女演員和歌手。
- Ferenc Bessenyei，85歲，匈牙利演員和歌手。[186]
- 漢克·加蘭（Hank Garland），74歲，美國錄音室吉他手（貓王，查理·派克），葡萄球菌感染。[187]
- 歐內斯特·格羅斯（Ernest Groth），82歲，美國棒球運動員（克利夫蘭印第安人隊，芝加哥白襪隊）。[188]
- Heorhiy Kirpa，58歲，烏克蘭實業家和政治家，被槍殺。[189]
- 路易吉·馬里奧蒂（Luigi Mariotti），92歲，義大利政治家。

### 28日
- 雅克·杜普伊斯（Jacques Dupuis），81歲，比利時耶穌會神父和神學家。[190]
- 傑里·奧爾巴赫（Jerry Orbach），69歲，美國演員（《法律與秩序》，《美女與野獸》，《肮髒的舞蹈》），托尼獎得主（1969年），前列腺癌。[191]
- 苏珊·桑塔格（Susan Sontag），71歲，美國作家，文學理論家和活動家，急性髓系白血病。[192]
- Tzvi Tzur，81歲，以色列軍官和政治家。[193]

### 29日
- 朱利叶斯·阿克塞尔罗德（Julius Axelrod），92歲，美國諾貝爾獎獲得者生物化學家（醫學，1970年）。[194]
- 威廉·博耶特（William Boyett），77歲，美國演員（Adam-12），肺炎和腎衰竭併發症。[195]
- 約翰·布里奇曼（John Bridgeman），88歲，英國雕塑家。[196]
- 肯·伯克哈特（Ken Burkhart），89歲，美國職業棒球大聯盟投手和裁判，肺氣腫。[197]
- 阿爾夫·埃弗斯（Alf Evers），99歲，美國歷史學家。
- Eugenio Garin，95歲，義大利哲學家和文藝復興時期的歷史學家。[198]
- Ermanno Gorrieri，84歲，義大利政治家和經濟學家。
- 利迪·霍洛威（Liddy Holloway），57歲，紐西蘭女演員（肖特蘭街）和作家，肝癌。[199]
- 拉里·麦克尼尔（Larry McNeill），53歲，美國國家籃球協會（American National Basketball Association）球員。[200]
- Gus Niarhos，84歲，美國棒球運動員（紐約洋基隊、芝加哥白襪隊、波士頓紅襪隊、費城費城人隊）。[201]
- 埃絲特·塞倫（Esther Thelen），63歲，美國發展心理學家和認知科學家。[202]

### 30日
- 薩阿德·多薩里（Saad Al-Dosari），27歲，沙烏地阿拉伯足球運動員，交通事故。
- 薩爾瓦多·阿斯塔（Salvatore Asta），89歲，義大利天主教會主教。[203]
- 比斯瓦吉特·達斯，68歲，印度劇作家、短篇小說作家和電影導演。
- 馬克·費因斯（Mark Fiennes），71歲，英國攝影師和插畫家。[204]
- 加藤正夫，57歲，日本圍棋選手，中風。[205]
- Ionel Schein，77歲，羅馬尼亞裔法國建築師。[206]
- Artie Shaw，94歲，美國爵士音樂家，糖尿病併發症。[207]

### 31日
- 阿拉迪·阿魯納（Aladi Aruna），71歲，印度政治家，被謀殺。
- 約翰·查塔維（John Chataway），57歲，加拿大政治家，中風併發症。[208]
- 查理·科扎特（Charlie Cozart），85歲，美國棒球運動員（波士頓勇士隊）。[209]
- 傑拉德·德布魯（Gérard Debreu），83歲，法裔美國諾貝爾經濟學獎獲得者（經濟學，1983年）。[210]
- 傑克·卡瓦萊斯（Jack Karwales），84歲，美式足球運動員。[211]
- 克利夫·莱彻（Cliff Letcher），52歲，澳大利亞網球運動員。[212]
- Balkrishan Singh，71歲，印度奧運曲棍球運動員（1956年夏季奧運會男子曲棍球金牌得主）。[213]
- Kuini Speed，55歲，斐濟酋長和政治家，癌症。
- 喬治·瓦肯胡特，85歲，美國商人，瓦肯胡特公司創始人，心力衰竭。[214]